# Calanthe petelotiana
Calanthe petelotiana är en orkidéart som beskrevs av François Gagnepain. Calanthe petelotiana ingår i släktet Calanthe och familjen orkidéer. Inga underarter finns listade i Catalogue of Life.